# Franciscanenkerk (Krakau)
De Franciscanenkerk (Pools: Kościół Franciszkanów) bevindt zich samen met het aangrenzende klooster in het historische centrum van Krakau. De kerk behoort tot de oudste gotische kerken van de stad, draagt sinds 1920 de titel basilica minor en ligt aan het klein-Poolse deel van de Sint-Jacobsweg van Sandomierz naar Tyniec. Jaarlijks bezoeken drommen toeristen het kerkgebouw vanwege de beroemde gebrandschilderde ramen van Stanisław Wyspiański. De martelaar Maximiliaan Kolbe was hier in 1919 monnik en droeg er zijn eerste heilige mis op toen de Poolse natie haar soevereiniteit herkreeg.

## Geschiedenis

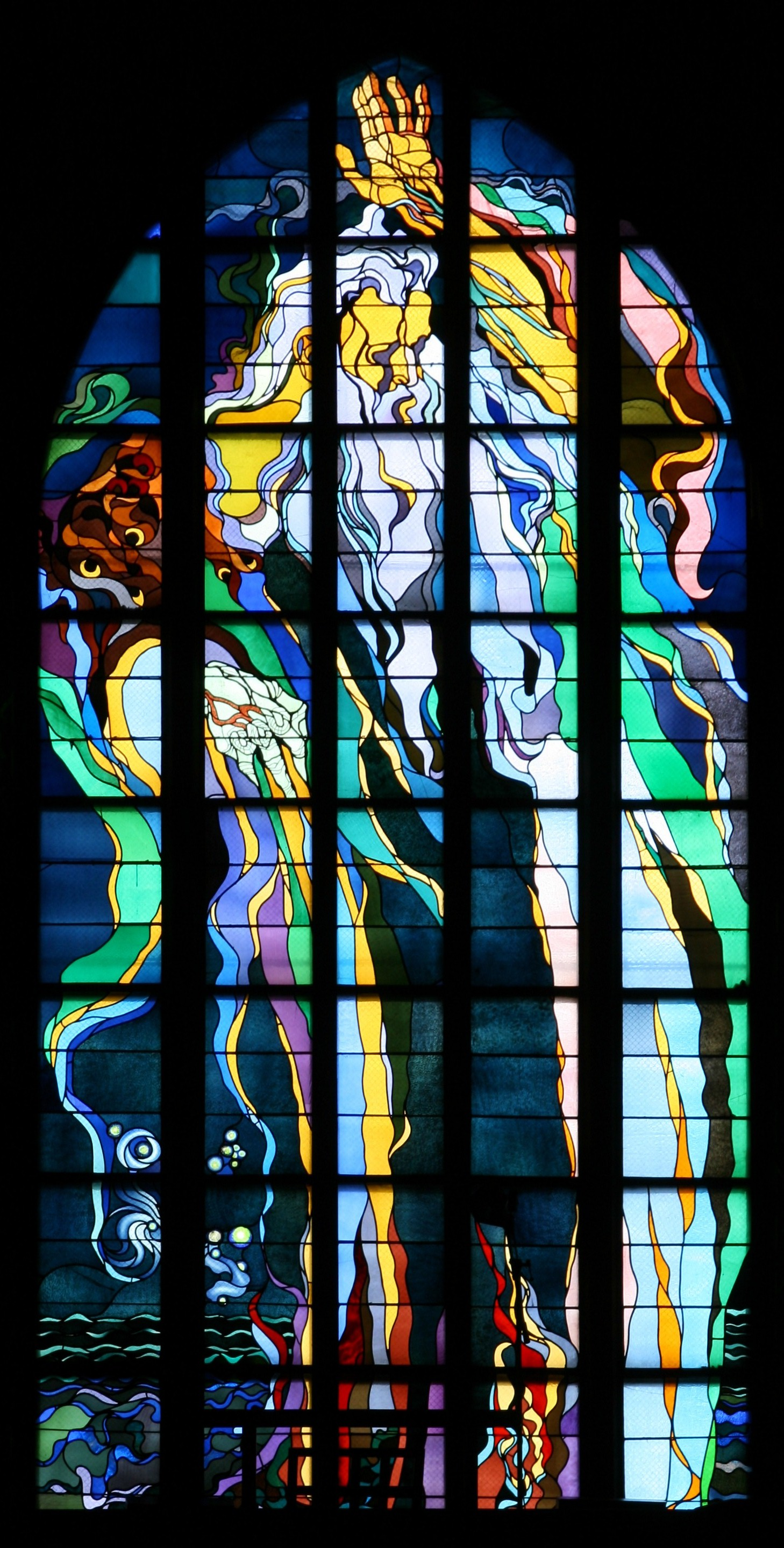
"God de Vader", Stanisław Wyspiański

In 1237 kwamen de Franciscanen op uitnodiging van Hendrik de Vrome vanuit Praag naar Krakau. Het waren echter groothertog Bolesław V en diens vrouw Cunegonda die de kerk en het klooster na de verwoestingen door de Mongolen in 1241 herbouwden. Van het 13e-eeuwse kerkgebouw is met uitzondering van het ribgewelf niet veel overgebleven. In de eerste helft van de 15e eeuw werd de kerk aanzienlijk vergroot en in 1563 werd de klokkentoren gebouwd, die in 1816 net als de muur om het oude kerkhof werd afgebroken. Maar de grootste ramp voor de kerk werd een brand in het jaar 1850. Met de wijdingdocumenten gingen een groot aantal kostbare kunstwerken voorgoed verloren. De reconstructie van de kerk na de brand in 1850 vergde tientallen jaren.
Voor de Franciscanen zouden de Poolse delingen funest worden. In 1864 waren er van de 90 Franciscaanse kloosters in het land 8 over, inclusief het klooster in Krakau. Na de Oostenrijks-Pruisische oorlog verbeterde de situatie enigszins toen Frans Jozef I in 1866 de stad een zekere mate van autonomie verleende.
Als een van de eerste kerken van Krakau werd de Franciscanenkerk op 23 februari 1920 de status van basilica minor verleend.
Paus Johannes Paulus II bezocht de basiliek tijdens zijn ambtsperiode twee keer: op 9 juni 1979 en 13 augustus 1991. Als student theologie woonde Karol Wojtyła de in de kerk gevierde heilige missen bij.
De kerk bestaat uit een kerkschip, een transept, koor en drie kapellen.

## Het kerkschip
In 1895 werden het koor en het presbyterium van de kerk voorzien van neogotische beschildering door Stanisław Wyspiański en Karol Knaus. Stanisław Wyspiański voorzag de kerk ook van nieuwe jugendstil-vensters. Het eerste raam dat werd geplaatst was een krachtige voorstelling van de schepping (bekend als "God de Vader") boven de westelijke ingang van de kerk. In de jaren 1897-1902 ontwierp de kunstenaar naast een indrukwekkende muurschildering van reusachtige wilde bloemen in het kerkschip ook zes glas-in-loodramen voor het koor: de vier elementen alsmede de heiligen Franciscus van Assisi en Salomé van Krakau. In de jaren 1904-1905 werd de rest van de kerk door Tadeusz Popiel van veelkleurige beschildering voorzien. Opmerkelijk zijn zijn vier scènes uit het leven van Sint-Franciscus aan de noordelijke muur. De nieuwe wijding van de gerenoveerde kerk vond plaats op 14 juni 1908 door de bisschop van Krakau, Anatol Nowak.

## Kapellen
De kleurrijke Kapel van de heilige Salomé heeft een 17e-eeuws altaar van marmer en albast met beelden van Bolesław de Kuise en zijn moeder Grimislava. Het altaar bevat de schrijn van de heilige Salomé en in een nis naast het altaar worden in een kist de overblijfselen van haar broer Bolesław bewaard. In de Passiekapel bevinden zich een kruisweg uit 1933-1946, het werk van Józef Mehoffer en in het altaar een kopie van de lijkwade van Turijn. In de kapel bevindt zich tevens de reliekschrijn van de in 1991 heilig verklaarde Aniela Salawa en een groot barok beeld van Christus die onder het kruis valt. Uit de noordelijke arm van het 15e-eeuwse klooster werd in 1879 de Kapel van Onze-Lieve-Vrouw van Smarten gevormd. De gotische spitsbogen zijn goed bewaard en de kapel heeft fraaie muurschilderingen uit 1897. Het barokke altaar dateert uit de tweede helft van de 17e eeuw en bevat een miraculeus genadebeeld van Onze-Lieve-Vrouw van Smarten (circa 1500). Het genadebeeld vormt al eeuwenlang een onderwerp van grote verering in Krakau. In 1908 werd door kardinaal Jan Puzyna de pauselijke kroon toegevoegd.

## Kruisgang
In de kruisgang hangt een galerij van portretten van de bisschoppen van Krakau. Eveneens zijn er een aantal fresco's te bezichtigen. 

## Afbeeldingen

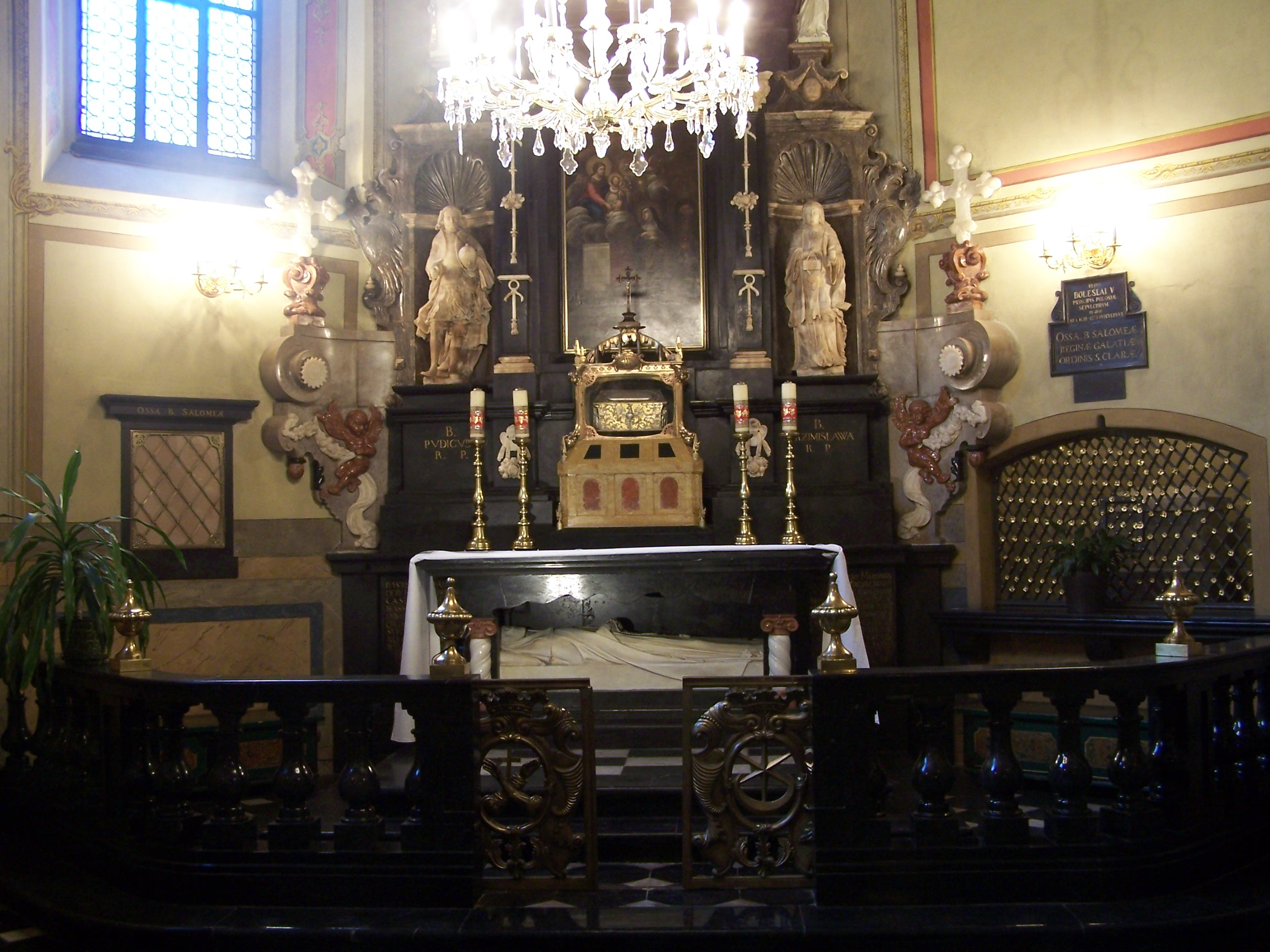
Salomékapel
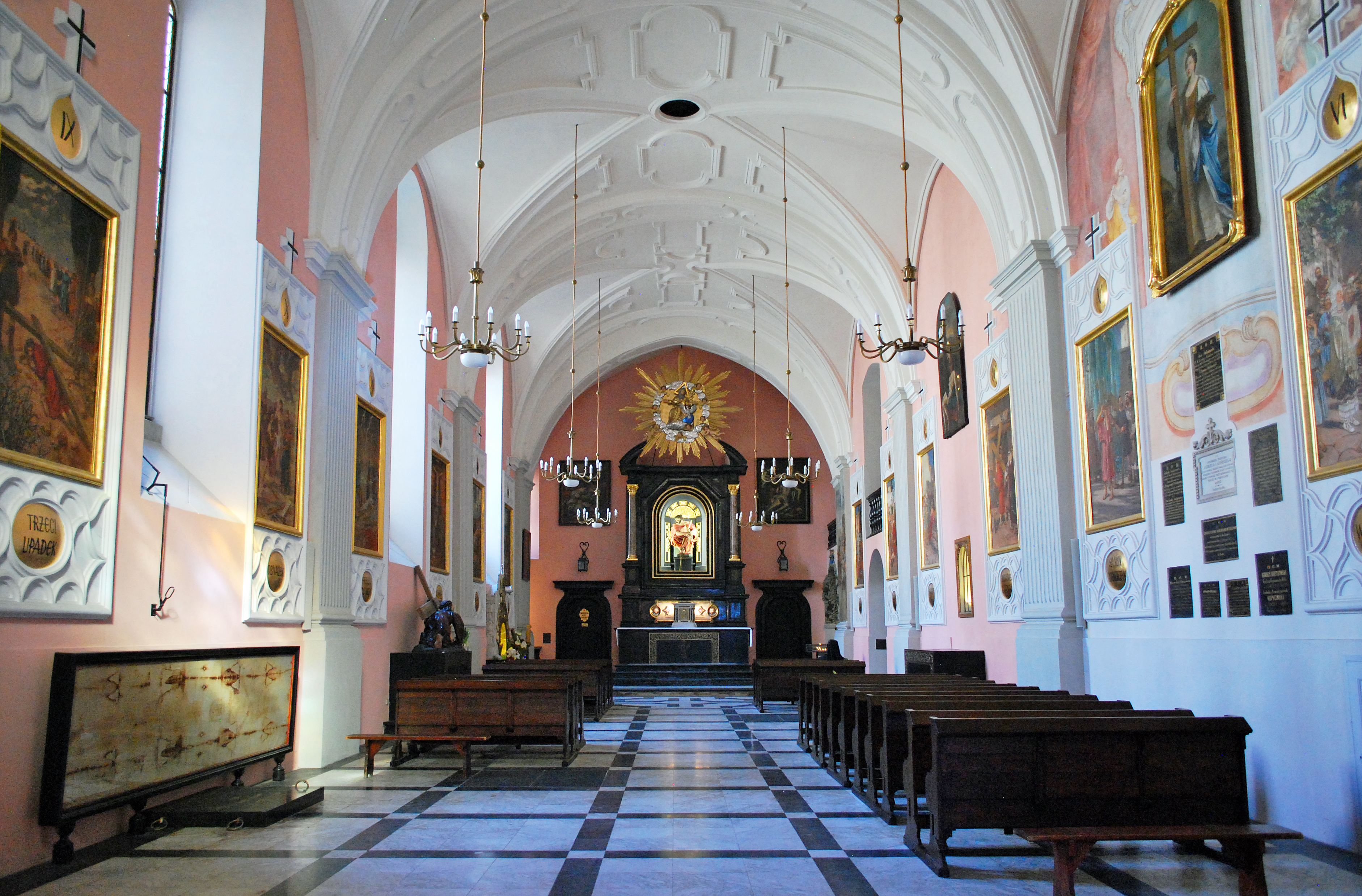
Passiekapel
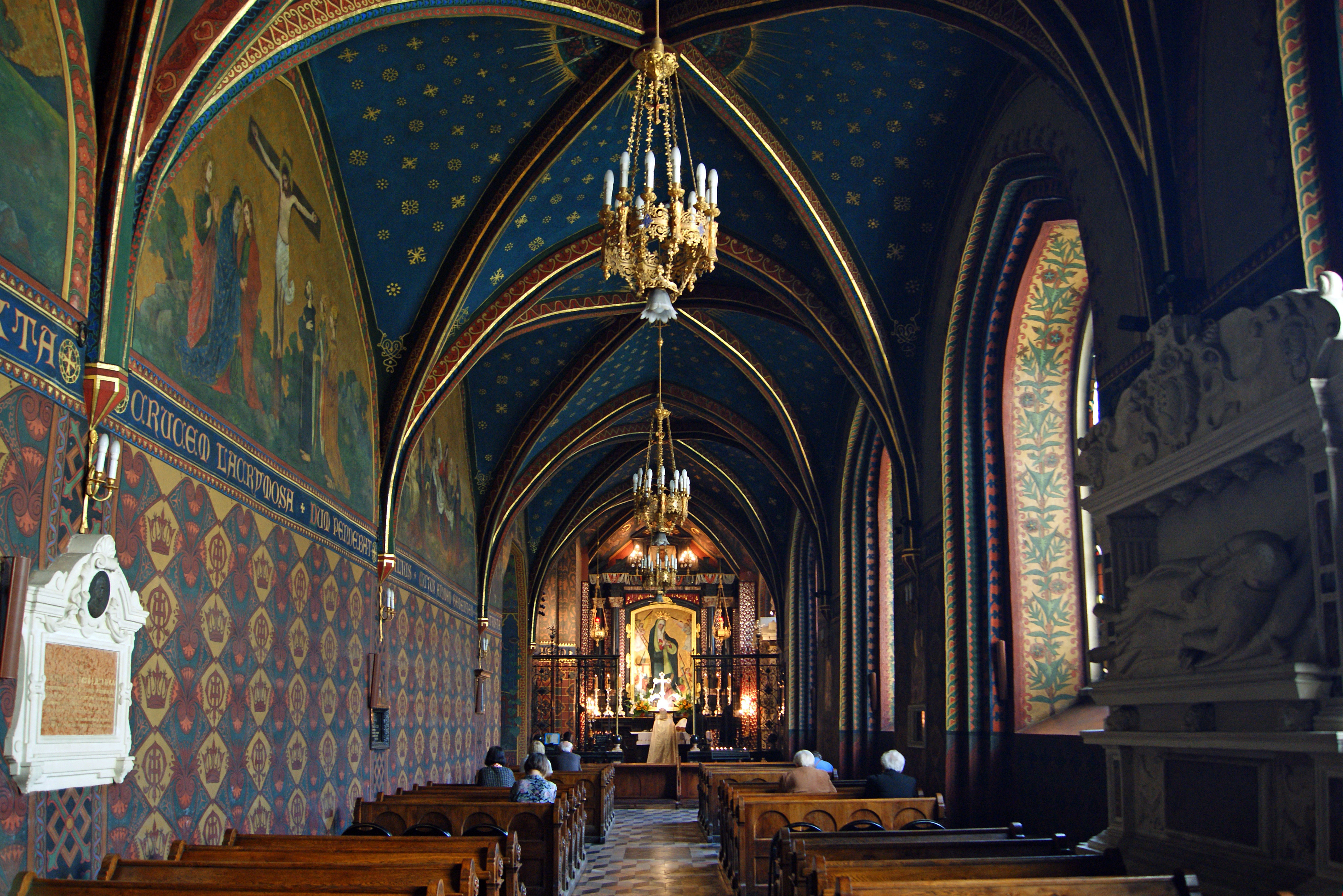
Onze-Lieve-Vrouw-van-Smartenkapel
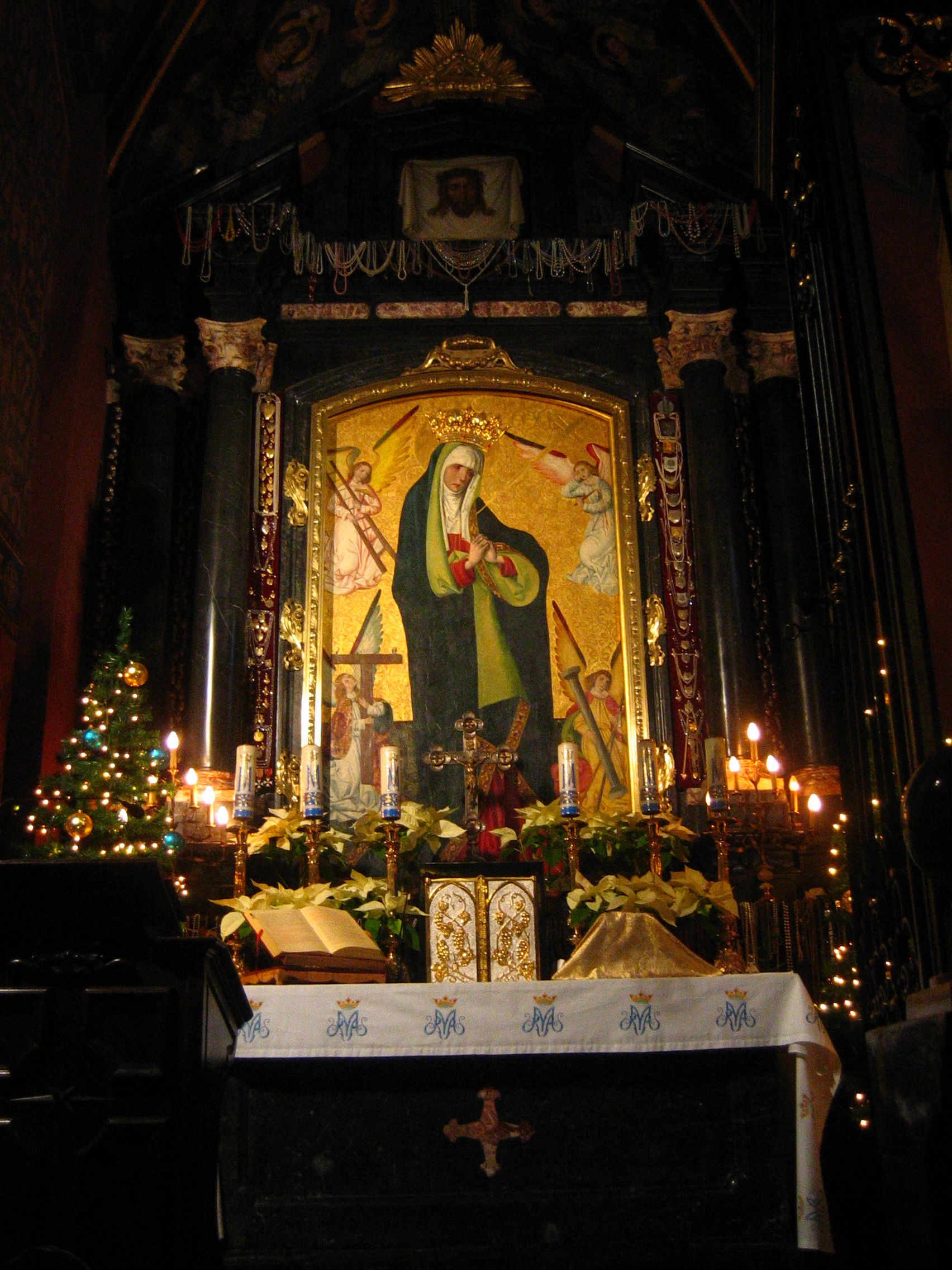
Genadebeeld OLV-van Smarten